# Mosa Meat
Mosa Meat is een Nederlands bedrijf dat kweekvlees ontwikkelt en dat vanaf 2021 in twee stappen wil gaan vermarkten. Het door Mark Post opgerichte bedrijf is gevestigd op de Brightlands Maastricht Health Campus in Maastricht-Randwyck.

## Geschiedenis

### Aanleiding
Sinds midden 2000 heeft Nederland internationaal voorop gelopen in onderzoek naar kweekvlees, dat werd uitgevoerd aan de universiteiten van Utrecht, Amsterdam en Eindhoven. Het onderzoek werd aanvankelijk betaald door de Nederlandse overheid, maar deze vond dat het bedrijfsleven de fakkel over moest nemen. Hier was echter weinig animo voor en de betrokken wetenschappers dreigden naar het buitenland te vertrekken toen het geld in 2009 begon op te raken. De Universiteit Maastricht wist echter een anonieme buitenlandse investeerder (in 2013 onthuld als Sergey Brin) aan te trekken en het onderzoek voort te zetten.

### Universitair onderzoek
In december 2011 kondigden de Maastrichtse hoogleraar vasculaire fysiologie Mark Post en zijn team aan praktisch onderzoek te doen naar de productie van kweekvlees. Zij hadden het plan om tegen september 2012 een gekweekte hamburger te produceren. Hierbij zouden gekweekt vet- en spiervlees gemengd worden. De kosten van 's werelds eerste kweekvleesburger waren 250.000 euro. Uiteindelijk is deze op 5 augustus 2013 in Londen gepresenteerd aan het publiek. Hij smaakte volgens Oostenrijks voedingswetenschapper Hanni Rützler als gewoon vlees, maar was nog wat droog. Dezelfde dag werd bekendgemaakt dat de anonieme investeerder van het project Sergey Brin was, een medeoprichter van Google. In juni 2013 en oktober 2015 beweerde Post dat het in de toekomst mogelijk zou kunnen worden dat burgers zelf thuis vlees kweken, dat binnen 7 tot 9 weken klaar is.

## Ontwikkeling tot product
In oktober 2015 maakte Post samen met voedseltechnoloog Peter Verstrate de oprichting in 2016 van het kweekvleesbedrijf Mosa Meat bekend. Doelstelling was op dat moment om in 2021 kweekvlees op de markt te brengen. Het bedrijf was van plan om te beginnen met luxevleesproducten van 60 euro per kilo, waarna de verwachting was dat de kosten zodanig konden worden gereduceerd en de smaak dusdanig zou verbeteren, dat het product op termijn met supermarktvlees zou kunnen concurreren. Om goedkeuring van de Nederlandse Voedsel- en Warenautoriteit te krijgen en verder onderzoek te financieren, had het bedrijf 6 miljoen euro nodig. Mosa Meat werd gefinancierd door buitenlandse investeerders uit de vleesindustrie en de milieu- en dierenwelzijnsbeweging.
Vanaf april 2017 experimenteerde men met tanks van 25 duizend liter om het vlees in te kweken. Er werd een alternatief gezocht voor het koeienfoetusserum (een bijproduct van de veeteelt) waarin de cellen groeien om onafhankelijk van de reguliere vleesindustrie te kunnen opereren. In 2018 zegden de investeerders M Ventures en Bell Food Group gezamenlijk in totaal 7,5 miljoen euro toe om de productie voor de markt mogelijk te maken. In eerste instantie komt het product beschikbaar voor restaurants, pas jaren later zal het in de schappen van de supermarkt komen te liggen.
In september 2020 werd bekend dat het bedrijf investeerders had gevonden om de productielijn in Maastricht uit te breiden op industriële schaal. De investeringen van onder andere M Ventures, Blue Horizon Ventures, Rubio Impact Ventures, Mitsubishi Corporation, Bell Food Group, Nutreco en Just Eat Takeaway bedroegen begin 2021 $ 85 miljoen. In september 2021 werd bekend dat de Amerikaanse acteur en milieuactivist Leonardo DiCaprio zich als 'adviseur' aan het Maastrichtse bedrijf had verbonden, waarin hij tevens een onbekend bedrag investeerde. In mei 2023 werd de nieuwe productiehal op het bedrijventerrein Randwyck-Zuid in Maastricht geopend door gouverneur Emile Roemer en burgemeester Annemarie Penn-te Strake. Topkok Hans van Wolde werd als lid van het ontwikkelteam gepresenteerd. De nieuwe productiefaciliteit heeft een capaciteit van enkele tienduizenden kweekvleeshamburgers per jaar, maar dat kan uitgebreid worden tot honderdduizenden. De productietijd is anno 2023 vier tot zes weken: spiercellen zijn in een week volgroeid; bij vetcellen duurt dat langer. Anno 2023 is verkoop van kweekvlees alleen toegestaan in Singapore. Het wachten is op toestemming in andere landen.
In januari 2025 kondigde een consortium van partijen waaronder NIZO food research en Mosa Meat aan om twee nieuwe proeffabrieken te gaan bouwen voor het ontwikkelen van kweekvlees, met financiële ondersteuning van het Ministerie van LVVN, het Perspectieffonds Gelderland en het Nationaal Groeifonds. NIZO zou op haar campus in Ede een nieuwe Biotechnology Fermentation Factory (BFF) oprichten dat zich zou focussen op het opschalen van precisiefermentatie van dierlijke eiwitten om daarmee kaas of melk te maken zonder koeien te gebruiken.

## Waardering
- In 2019 werd Mosa Meat geselecteerd als een van de tien winnaars van de jaarlijkse wedstrijd voor academische startups van de Vereniging van Samenwerkende Nederlandse Universiteiten.[18][19]
- In 2025 stond Mosa Meat op de tiende plaats van de World's Top GreenTech Companies of 2025, een ranglijst die is samengesteld door het Amerikaanse opinieblad Time Magazine en het Duitse onderzoeksbureau Statista. Het was daarmee het enige Nederlandse bedrijf in de top tien van de 250 meest innovatieve groene bedrijven wereldwijd.[20]